# Notoplana acticola
Notoplana acticola är en plattmaskart som först beskrevs av David R. Boone 1929.  Notoplana acticola ingår i släktet Notoplana och familjen Leptoplanidae. Inga underarter finns listade i Catalogue of Life.